# Halvor Olaus Christensen

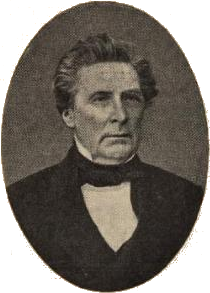
Halvor Olaus Christensen.

Halvor Olaus Christensen, född den 18 februari 1800, död den 10 juni 1891 i Stavanger, var en norsk ämbetsman och politiker. 
1828 blev Christensen byråchef i kyrkodepartementet och var mellan 1832 och 1889 byfogde i Stavanger, som han representerade på stortinget mellan 1833 och 1873, med undantag för 1851, 1857 och 1859. Under denna tid var han en av stortingets mest framstående och inflytelserika medlemmar. Han var president i lagtinget 1845, 1854 och 1862 till 1869 och president i det samlade stortinget 1848 samt medlem, oftast ordförande, i flera viktiga kommittéer.